# Mappa (Boetti)
Mappa è un'opera dell'artista Alighiero Boetti. La prima versione, una tela di lino ricamata di 232 x 380 cm
risale al 1971-73.
È conservata al Museo d'arte contemporanea del castello di Rivoli in deposito a lungo termine - Collezione A. M. Sauzeau - Boetti.
"Il planisfero è l'immagine per eccellenza dell'ordine e del disordine, del caso e della necessità". (J.C.Amman, "Dare tempo al tempo").